# 马尔杜市队
马尔杜市队是爱沙尼亚马尔杜的一个足球俱乐部。球队的主场为马尔杜市体育场。
俱乐部最初成立于1997年。2016年改为现名。2019年首次升入爱沙尼亚足球甲级联赛。

## 球队荣誉
- 爱沙尼亚足球乙级联赛（3次）
  - 2017[2], 2018, 2021[1]